# 苏哈西尼

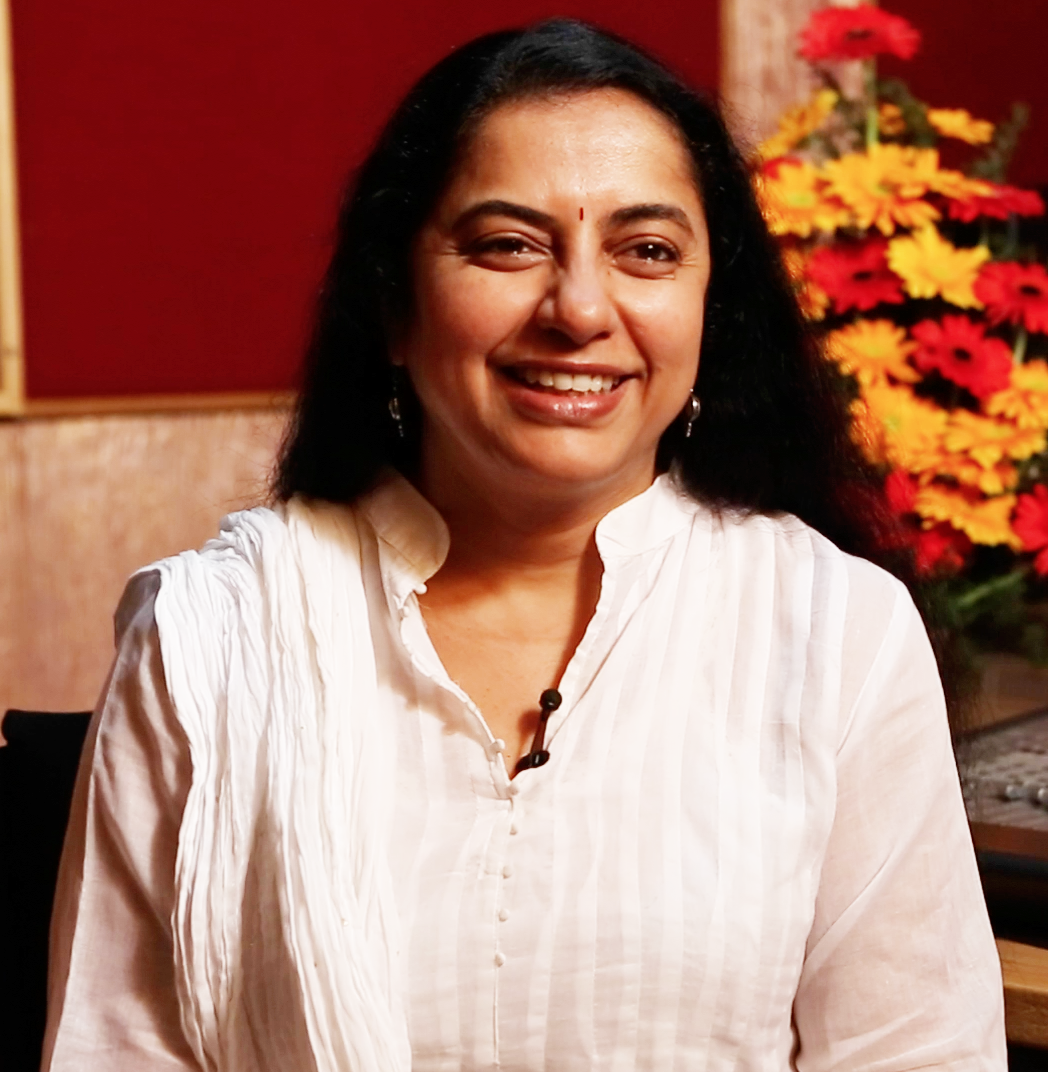
苏哈西尼

苏哈西尼（1961年8月15日—） 是一位印度女演员，卡茂爾·哈桑是她的叔叔。 苏哈西尼曾出演泰卢固电影、泰米尔语電影、马拉雅拉姆语和卡纳达语电影。 1985年，苏哈西尼獲得印度國家電影獎最佳女主角獎。